# Open Castilla y León 1993
L'Open Castilla y León 1993 è stato un torneo di tennis facente parte della categoria ATP Challenger Series nell'ambito dell'ATP Challenger Series 1993. Il torneo si è giocato a Segovia in Spagna dal 9 al 15 agosto 1993 su campi in cemento.

## Vincitori

### Singolare
Alex Antonitsch ha battuto in finale  Jordi Burillo con il punteggio di 6–3, 6–3

### Doppio
Juan Ignacio Carrasco /  Mark Petchey hanno battuto in finale  Maurice Ruah /  Roger Smith con il punteggio di 6–2, 7–5